# Карол Боргий
Карол Боргий (чеськ. Karol Borhy, 23 червня 1912, Будапешт — 9 січня 1997, Лученець) — чехословацький футбольний тренер.
Чемпіон Чехословаччини. Володар Кубка Чехословаччини. 

## Кар'єра тренера
Розпочав тренерську кар'єру 1953 року, очоливши тренерський штаб національної збірної Чехословаччини. Під його керівництвом збірна зіграла 10 матчів, чотири з яких виграла, два звела внічию і чотири програла. Очолював збірну на чемпіонаті світу 1954 року у Швейцарії. 
1958 року став головним тренером команди «Іскра» (Братислава), тренував команду з Братислави два роки. Яку привів до звання чемпіона Чехословаччини у 1959 році.
Згодом протягом 1961–1962 років очолював тренерський штаб клубу «Слован». Виграв з командою кубок Чехословаччини у 1962 році.
Останнім місцем тренерської роботи був клуб «Єднота» (Тренчин), головним тренером команди якого Карол Боргий був з 1962 по 1965 рік, а згодом з 1969 по 1970 рік.
Помер 9 січня 1997 року на 85-му році життя у місті Лученець. На його честь у Тренчині проходить футбольний турнір у приміщенні: Меморіал Карола Боргого. 

## Титули і досягнення
- Чемпіон Чехословаччини (1):

«Іскра» (Братислава): 1958-1959
- Володар Кубка Чехословаччини (1):

«Слован»: 1961-1962